# 大隅群島
大隅群島（日语：／ Ōsumi-shotō */?）位於日本九州鹿兒島縣大隅半島佐多岬南方，是薩南群島的一個群島，屬于鹿兒島縣。大隅群島的主要島嶼包括種子島、屋久島和口永良部島；也有認為三島村的黑島、硫磺島和竹島也屬於大隅諸島。大隅群島的主要中心城市是位於種子島北部的西之表市。 
在天氣預報中，此地區使用的地名是「種子島、屋久島地方」。

## 外部連結
- Geography of the Ōsumi Islands （页面存档备份，存于）
- about TNSC spacecenter（页面存档备份，存于）